# Ahmed Mirza
Ahmed Mirza, död 1494, var en monark ur timuriderdynastin. Han var regerande sultan i Timuriderriket mellan 1469 och 1494.